# Mission impossible : Dead Reckoning
Pour les articles homonymes, voir Mission impossible.
Série Mission impossible
Mission impossible : Fallout
(2018) Mission: Impossible - The Final Reckoning
(2025)
Pour plus de détails, voir Fiche technique et Distribution.
Mission impossible : Dead Reckoning ou Mission: Impossible - Bilan mortel au Québec (Mission: Impossible – Dead Reckoning) est un film américain réalisé par Christopher McQuarrie et sorti en 2023. C'est le septième film de la série Mission impossible.
Tom Cruise y reprend son rôle d'Ethan Hunt. Toujours au service de l'agence Mission Impossible depuis des décennies, il fait face à un ennemi d'un nouveau genre : une intelligence artificielle nommée « l'Entité », intangible, omniprésente, capable d'influencer comme jamais notre monde d'aujourd'hui. Entré en possession d'un indice qui pourrait permettre à quiconque parvenant à suivre la piste de contrôler le destin de cette intelligence artificielle, Ethan Hunt ne suit plus les ordres de la CIA, mais s'assigne lui-même une mission : mettre un terme à la menace de « l'Entité » par tous les moyens. Il va alors découvrir que cette « Entité » connaît tout de lui, s'est alliée à des ennemis de son passé d'avant Mission Impossible, et que pour la vaincre et sauver l'avenir, il devra sacrifier ce qu'il a de plus cher au monde.
Le film devait être suivi par un 8e volet, initialement intitulé Mission: Impossible - Dead Reckoning, partie 2. Cependant, après des résultats décevants au box-office suite au phénomène « Barbenheimer », il est précisé que le 8e ne sera pas titré ainsi. De plus, en janvier 2024, il est précisé que la mention « partie 1 » du titre du 7e film est retirée. Le film est donc rebaptisé officiellement, quelques mois après sa sortie, Mission : Impossible - Dead Reckoning.

## Synopsis
En mer de Béring, le sous-marin russe Sebastopol, doté d'une nouvelle intelligence artificielle pouvant le rendre virtuellement invisible, lance une torpille vers un assaillant apparu sur ses écrans : or il n'y a aucun assaillant car il est simulé par l'intelligence artificielle qui a pris le contrôle du navire et la torpille se retourne mystérieusement contre le sous-marin qui implose et coule sur un récif rocheux. Tout l'équipage meurt ; leurs corps flottent alors sous la banquise, les deux clés de l'I.A. autour du cou de deux officiers.
Ethan Hunt reçoit une nouvelle mission : il doit retrouver Ilsa Faust, ancienne agent des services secrets britanniques, qui détiendrait une partie de la clé. Ethan ne reçoit que très peu d'informations, il ne sait même pas ce qu'ouvre la clé. Il retrouve Ilsa dans le désert Rub al-Khali près du Yémen, où ils sont attaqués par des mercenaires. Ilsa et Ethan parviennent à se débarrasser des assaillants pendant une tempête de sable.
Plus tard, il apparaît sous un déguisement dans une réunion des chefs des différents services secrets américains dirigé par le directeur du renseignement national Denlinger, où il parle avec Eugene Kittridge, qu'il a jadis croisé après une mission échouée à Prague et qui est désormais directeur de la CIA. Ethan apprend que les deux clés combinées permettent, sans qu'on sache comment, de contrôler une intelligence artificielle, nommée « l'Entité », qui s'est glissée dans tous les systèmes numériques et peut notamment, via les systèmes de renseignement, influer toute notion de vérité et, concrètement, contrôler le monde entier. Kittridge veut les clés pour s'approprier cette intelligence artificielle, Hunt veut plutôt la détruire : il est donc désormais un ennemi.
À l'aéroport d'Abu Dhabi, Ethan, qui a la clé transmise par Ilsa Faust, essaie d'entrer en contact avec un acheteur qui détient l'autre clé. Ses plans sont contrecarrés par une voleuse, Grace, ainsi que par les agents de la CIA qui le poursuivent et une fausse bombe nucléaire dont s'occupent Benji et Luther, les coéquipiers d'Ethan dans l'organisation Mission Impossible.

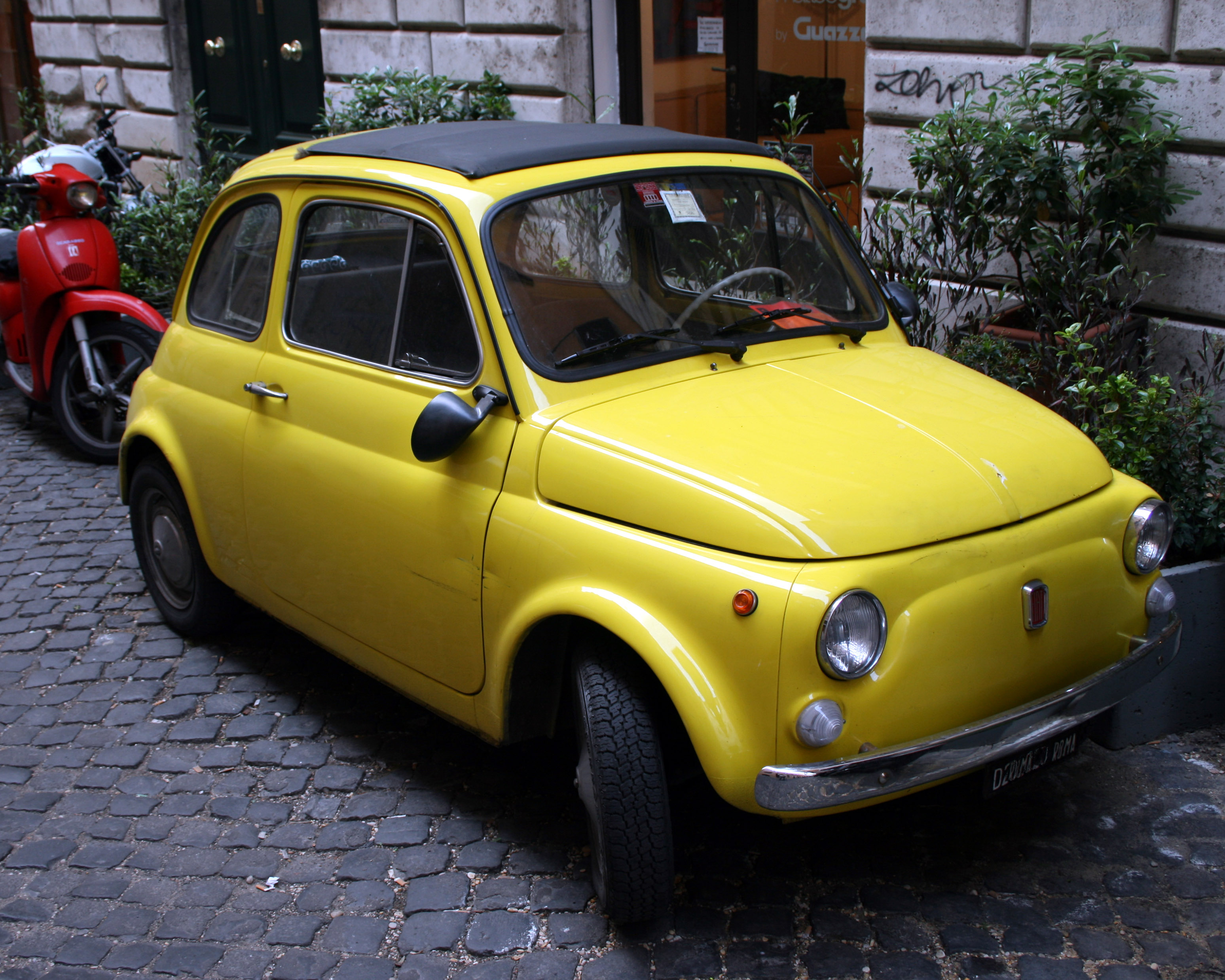
Fiat 500 jaune utilisée par Hunt et Grace à Rome.

Grace étant partie pour Rome, tous la suivent là-bas. Ethan retrouve Grace mais tous deux sont poursuivis dans les rues par la CIA et par une mercenaire au service d'un mystérieux Gabriel, qui semble avoir autrefois tué une amie de Hunt avant son entrée dans l'organisation Mission Impossible. Gabriel serait aujourd'hui aux ordres de l'Entité et cherche à récupérer les deux clés.
À Venise, une transaction doit avoir lieu pour que Gabriel obtienne les clés par l'intermédiaire d'Alanna Mitsopolis, dite « la Veuve Blanche », qui avait commandé à Grace le vol de l'une des clés. Rien ne se passe comme prévu. Gabriel révèle qu'Ilsa ou Grace doit mourir dans la soirée selon les probabilités analysées par l'Entité. Ilsa meurt en effet plus tard en défendant Grace lors d'un combat avec Gabriel pendant que Hunt lutte contre ses mercenaires et notamment la tueuse française Paris, qu'il décide d'épargner alors qu'il pouvait l'achever.
Grace, désormais intronisée comme membre de l'organisation Mission Impossible, est chargée de prendre l'Orient-Express en direction d'Innsbruck où, ayant pris l'apparence de la Veuve blanche grâce à un masque, elle pourra entrer de nouveau en contact avec Gabriel. Ethan devra trouver un moyen d'accéder au même train, sans tuer Gabriel qui est le seul à connaître le mode d'emploi des clés.
Dans l'Orient-Express, Gabriel rencontre et tue Denlinger, qui croyait pouvoir faire alliance avec l'IA, après avoir appris de lui que les clés permettent d'accéder au compartiment sonar du Sebastopol, où l'Entité a caché son plus précieux secret : son code source originel, qui permettra à quiconque y accédant de la contrôler ou de la détruire. Gabriel tente également de supprimer Paris, qui en plus d'être redevable à Hunt de l'avoir épargnée, est une des seules à connaître l'existence du Sebastopol. Entretemps, Grace, sous sa fausse apparence, négocie les deux clés avec Kittridge mais, alors qu'elle obtient 100 millions d'euros, elle se ravise puis se fait poursuivre par les sbires de la Veuve Blanche, maintenant réveillée. Hunt accède au train en mouvement par un saut en moto puis en parachute et intervient juste au moment où Grace allait se faire tuer.
Gabriel récupère les clés que détenait Grace, mais Hunt les lui subtilise lors d'un combat sur le toit du train, dont Gabriel parvient toutefois à s'échapper grâce aux agents de la CIA. Il programme alors la destruction d'un pont sur lequel le train saboté par ses soins va arriver.
Les premieres voitures tombent dans le précipice ; Ethan et Grace évitent de peu d'être entraînés dans leur chute, sauvés par Paris, la mercenaire de Gabriel qui leur révèle que les clés sont liées au sous-marin Sebastopol, coulé au fond de la mer de Béring. Toujours poursuivi par des agents de la CIA présents dans le train, Hunt s'enfuit par un saut en speed flying. Il est recueilli par Benji, mais la mission est loin d'être achevée.

## Fiche technique
Sauf indication contraire, les informations mentionnées dans cette section peuvent être confirmées par les bases de données cinématographiques IMDb et Allociné,  présentes dans la section « Liens externes ».
- Titre original : Mission: Impossible – Dead Reckoning
- Titre français : Mission : Impossible - Dead Reckoning
- Titre québécois : Mission : Impossible - Bilan Mortel[1]
- Réalisation : Christopher McQuarrie
- Scénario : Erik Jendresen et Christopher McQuarrie, d'après la série télévisée Mission impossible de Bruce Geller
- Musique : Lorne Balfe, (thème original composé par Lalo Schifrin)
  - Orchestration : Nicolò Braghiroli, Harry Brokensha, Gabriel Chernick, Ben Morales Frost et Aaron King
  - Montage musical : Richard Armstrong, Timeri Duplat et Cecile Tournesac
- Direction artistique : David Allday, Ian Bunting, Anthony Caron-Delion, Gavin Fitch, Phil Sims et David Weare
- Décors : Gary Freeman et Raffaella Giovannetti[2]
- Costumes : Jill Taylor
- Maquillage : Amy Byrne, Charlie Hounslow
- Coiffure : Amy Byrne, Charlie Hounslow
- Photographie : Fraser Taggart
- Son : Chris Burdon, Manav Kher, James Mather, Chris Munro, Mark Taylor
- Montage : Eddie Hamilton
- Production : Tom Cruise, Christopher McQuarrie et Jake Myers[2]
  - Production exécutive (Norvège) : Per Henry Borch
  - Production déléguée : Chris Brock, David Ellison, Dana Goldberg, Tommy Gormley, Don Granger et Susan E. Novick
  - Coproduction  (Italie) : Marco Valerio Pugini
- Sociétés de production : TC Productions, présenté par Paramount Pictures et Skydance Media
- Sociétés de distribution : Paramount Pictures (États-Unis, Canada) ; Paramount Pictures France (France) ; Paramount Pictures/Sony Pictures Entertainment (Belgique)[3] ; Warner Bros. Pictures (Suisse)
- Budget : 291 millions de $[4],[5]
- Pays de production :  États-Unis
- Langue originale : anglais, français, italien, russe
- Format[6] : couleur - Digital - 2,39:1 (Panavision) - son Dolby Atmos / DTS (DTS: X) / Dolby Digital / IMAX 6-Track
- Genre : action, aventure, thriller, espionnage
- Durée : 163 minutes
- Dates de sortie[7] :
  - États-Unis, Québec, France, Belgique, Suisse romande : 12 juillet 2023[1],[8],[9],[10]
- Classification[11] :
  - États-Unis : accord parental recommandé, film déconseillé aux moins de 13 ans (PG-13 - Parents Strongly Cautioned)[N 2]
  - France : tous publics[12]
  - Belgique : potentiellement préjudiciable jusqu'à 12 ans (Mogelijk schadelijk voor kinderen onder de 12 jaar)[9],[13]
  - Suisse romande : interdit aux moins de 12 ans[14]
  - Québec : 13 ans et plus (violence) (13+ / 13 years and over)[1]

## Distribution
- Tom Cruise (VF : Jean-Philippe Puymartin ; VQ : Gilbert Lachance) : Ethan Hunt
- Hayley Atwell (VF : France Renard ; VQ : Catherine Proulx-Lemay) : Grace
- Ving Rhames (VF : Saïd Amadis ; VQ : Yves Corbeil) : Luther Stickell
- Simon Pegg (VF : Cédric Dumond ; VQ : Frédéric Desager) : Benji Dunn
- Rebecca Ferguson (VF : Ingrid Donnadieu ; VQ : Laurence Dauphinais) : Ilsa Faust
- Vanessa Kirby (VF : Julia Faure ; VQ : Sandrine Fagnant) : Alanna Mitsopolis / « la Veuve Blanche » (The White Widow en VO)
- Esai Morales (VF : Bernard Gabay ; VQ : Alexandre Daneau) : Gabriel
- Pom Klementieff (VF : elle-même) : Paris, assassin aux ordres de Gabriel
- Henry Czerny (VF : Daniel Nicodème ; VQ : Yves Soutière) : directeur Eugene Kittridge de la CIA
- Shea Whigham (VF : Loïc Houdré ; VQ : François Trudel) : agent Jasper Briggs de la CIA
- Greg Tarzan Davis (en) (VF : Namakan Koné ; VQ : Rodley Pitt) : agent Degas de la CIA
- Cary Elwes (VF : Éric Herson-Macarel ; VQ : Antoine Durand) : Denlinger, directeur du renseignement national
- Frederick Schmidt (en) (VF : Gilduin Tissier ; VQ : Frédérik Zacharek) : Zola Mitsopolis
- Rob Delaney (VF : Emmanuel Curtil ; VQ : Maël Davan-Soulas) : vice-amiral du JSOC
- Charles Parnell (VF : Frantz Confiac ; VQ : Widemir Normil) : directeur du NRO
- Indira Varma (VF : Claire Guyot ; VQ : Sofia Blondin) : directrice de la DIA
- Mark Gatiss (VQ : Stéphane Jacques) : directeur de la NSA
- Marcin Dorociński : capitaine du Sebastopol
- Ivan Ivashkin : commandant en second du Sebastopol

Source : Carton de doublage à la fin du film.

## Production

### Genèse et développement
En janvier 2019, Tom Cruise annonce que les septième et huitième films de la franchise Mission impossible vont être tournés « back to back » (à la suite), toujours avec Christopher McQuarrie comme réalisateur et scénariste. Tom Cruise annonce dès lors que les films sortiront aux États-Unis le 23 juillet 2021 et le 5 août 2022,.

### Attribution des rôles
En février 2019, Rebecca Ferguson confirme sa participation au septième, après avoir été dans les deux précédents opus. En septembre 2019, Christopher McQuarrie annonce sur son compte Instagram que Hayley Atwell a rejoint la distribution. Le même mois, l'actrice française Pom Klementieff signe pour apparaitre dans ce film et sa suite.
Simon Pegg confirme son retour en décembre 2019. Shea Whigham signe ensuite pour les septième et huitième films,.
En janvier 2020, Nicholas Hoult rejoint le projet. Il est ensuite annoncé que Henry Czerny va reprendre son rôle d'Eugene Kittridge, présent dans le premier film,. Vanessa Kirby annonce également son retour.
En mai 2020, à la suite du report du tournage en raison de la pandémie de maladie à coronavirus, il est annoncé que Nicholas Hoult s'est désengagé du film, pris par d'autres projets. Il est remplacé par Esai Morales.
Angela Bassett confirme son retour en décembre 2020, avant de se raviser quelque temps plus tard en raison des restrictions de voyages liées au Covid-19,.

### Tournage
Le tournage devait débuter en février 2020 à Venise. L'équipe se rend ensuite à Rome,. Cependant, à la suite de la pandémie de coronavirus, le tournage en Italie est suspendu. Il redémarre quelques semaines plus tard dans le Surrey, en Angleterre,. En juillet 2020, après un nouvel arrêt, l'équipe est autorisée à tourner au Royaume-Uni. Le tournage a lieu dans les studios Leavesden. L'équipe est ensuite autorisée à tourner dans le comté de Møre og Romsdal en Norvège où la ligne de train Rauma est utilisée comme substitut aux Alpes autrichiennes et à l'Orient-Express. Plus tard, une impressionnante cascade à moto est tournée dans l'Oxfordshire. Elle a nécessité six semaines de préparation et est l'une des plus chères réalisées au Royaume-Uni.
Le 26 octobre 2020, la production est en Italie mais est stoppée car 12 personnes sont testées positives Covid-19.
En décembre 2020, lors du tournage à Londres, un enregistrement audio de Tom Cruise, s'énervant contre le non-respect des protocoles anti-Covid de certains membres de l'équipe, est dévoilé. Fin décembre 2020, Variety annonce que le tournage principal devrait se terminer aux Longcross Studios. En février 2021, après des prises de vues à Abou Dabi, l'équipe retourne à Londres pour quelques retouches et reshoots. Il est par ailleurs annoncé que la production renonce à enchaîner avec le tournage du 8e film, comme cela était initialement prévu.
En juin 2021, le tournage est à nouveau suspendu pour deux semaines en raison d'un membre testé positif au Covid-19. Le tournage reprend son cours en août 2021[réf. nécessaire] et s'achève définitivement le 11 septembre 2021. Le tournage se finit à Venise, où l'on peut notamment apercevoir le Palais des Doges pour la reception, le Palazzo Gritti comme repère de l'équipe de Mission Impossible ou encore le Ponte dei Conzafelzi.

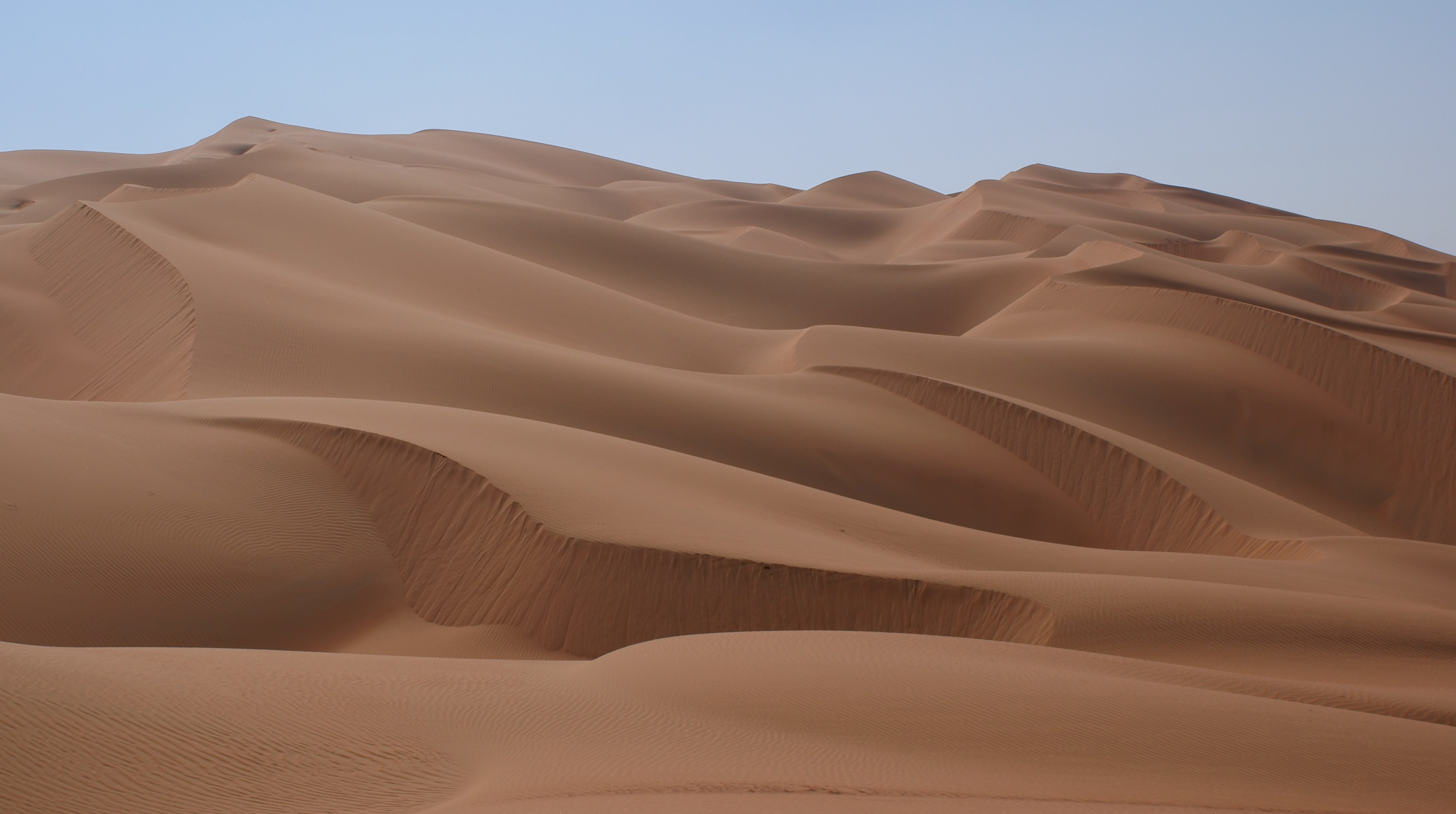
Désert d'Arabie.
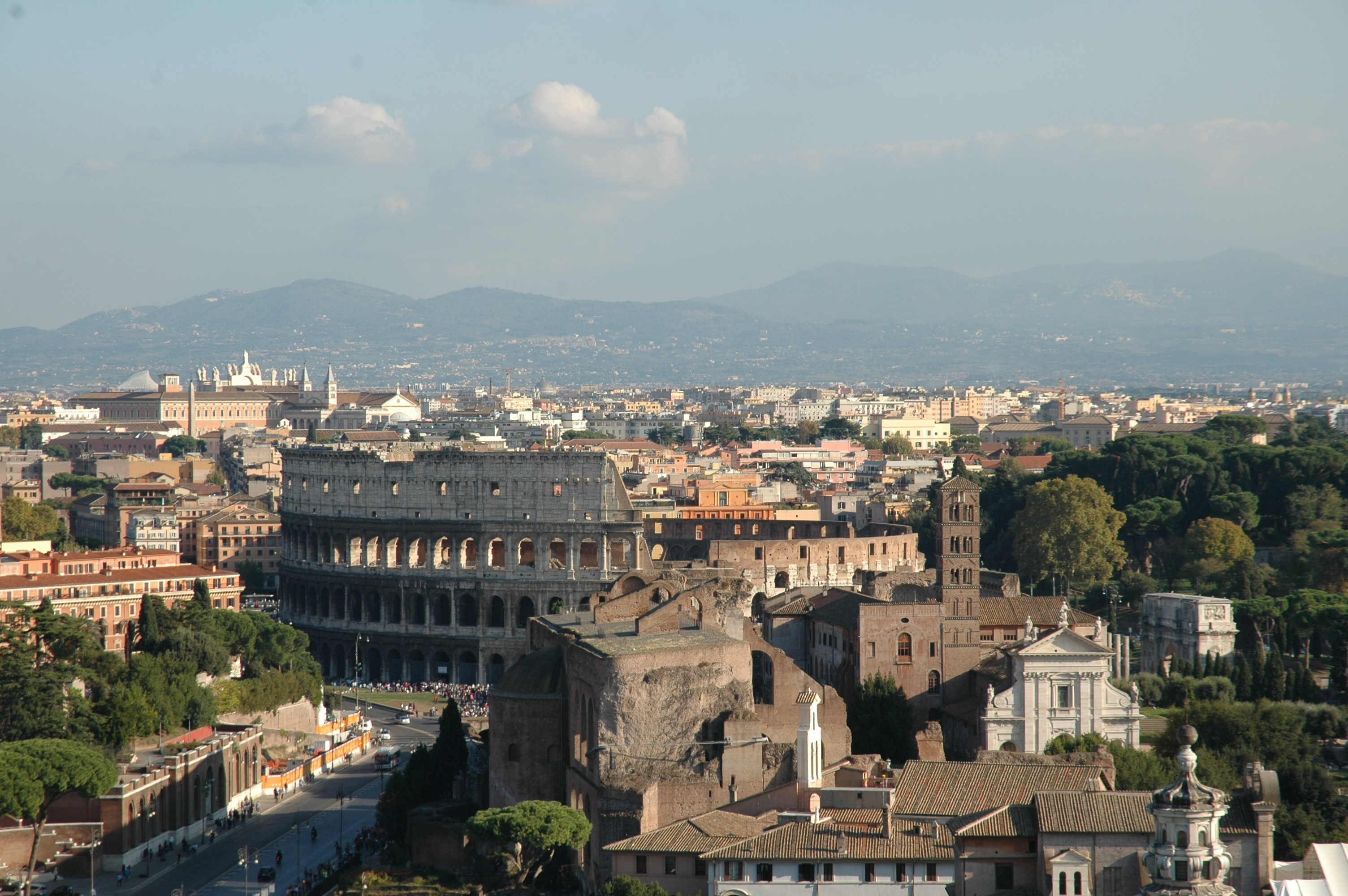
Rome.
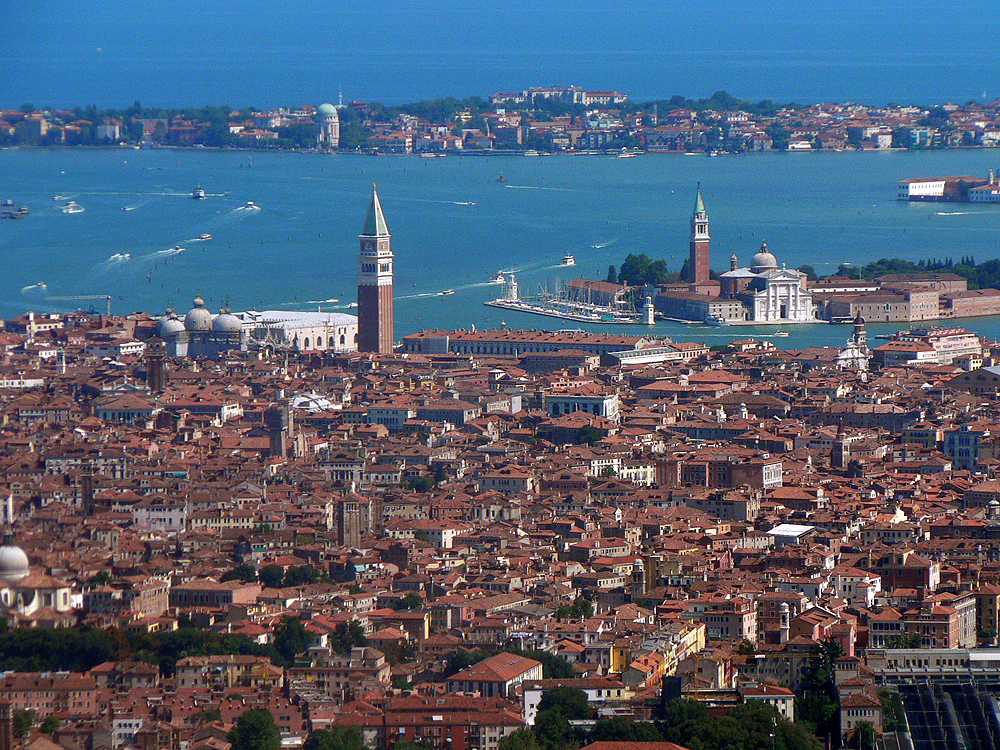
Venise.
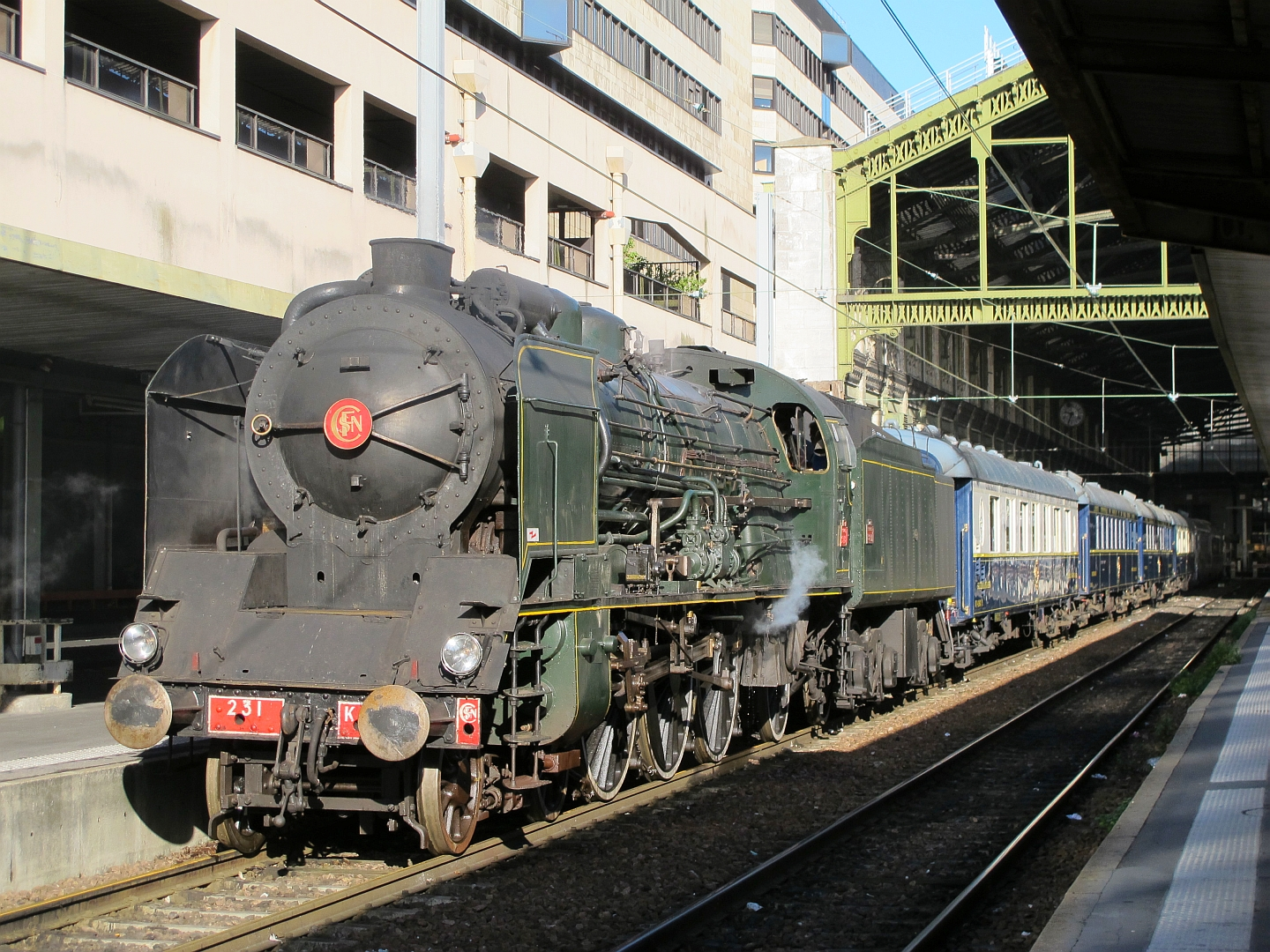
L'Orient-Express.

### Musique
Bandes originales de Mission impossible
Mission impossible : Fallout
(2018) Mission impossible 8
La musique du film est composée par Lorne Balfe, déjà à l'œuvre sur le précédent volet Mission impossible : Fallout.
| Liste des titres | Liste des titres              | Liste des titres | Liste des titres | Liste des titres | Liste des titres | Liste des titres | Liste des titres | Liste des titres | Liste des titres |
| No               | Titre                         | Durée            |                  |                  |                  |                  |                  |                  |                  |
| ---------------- | ----------------------------- | ---------------- | ---------------- | ---------------- | ---------------- | ---------------- | ---------------- | ---------------- | ---------------- |
| 1.               | The Sevastopol                | 2:07             |                  |                  |                  |                  |                  |                  |                  |
| 2.               | The Phantom                   | 3:06             |                  |                  |                  |                  |                  |                  |                  |
| 3.               | Collision Alarm               | 1:31             |                  |                  |                  |                  |                  |                  |                  |
| 4.               | A Ghost in the Machine        | 2:39             |                  |                  |                  |                  |                  |                  |                  |
| 5.               | The Sum of Our Choices        | 1:24             |                  |                  |                  |                  |                  |                  |                  |
| 6.               | Dead Reckoning Opening Titles | 1:13             |                  |                  |                  |                  |                  |                  |                  |
| 7.               | The Entity                    | 3:23             |                  |                  |                  |                  |                  |                  |                  |
| 8.               | Your Mission…                 | 2:35             |                  |                  |                  |                  |                  |                  |                  |
| 9.               | This Is Not a Drill           | 2:13             |                  |                  |                  |                  |                  |                  |                  |
| 10.              | The Plot Thickens             | 8:22             |                  |                  |                  |                  |                  |                  |                  |
| 11.              | You Are Dunn                  | 5:55             |                  |                  |                  |                  |                  |                  |                  |
| 12.              | Get Out Now                   | 1:57             |                  |                  |                  |                  |                  |                  |                  |
| 13.              | A Colourful Past              | 3:11             |                  |                  |                  |                  |                  |                  |                  |
| 14.              | Rush Hour in Rome             | 3:33             |                  |                  |                  |                  |                  |                  |                  |
| 15.              | Roman Getaway                 | 2:47             |                  |                  |                  |                  |                  |                  |                  |
| 16.              | You’re Driving                | 2:04             |                  |                  |                  |                  |                  |                  |                  |
| 17.              | Hit It                        | 2:11             |                  |                  |                  |                  |                  |                  |                  |
| 18.              | He Calls Himself Gabriel      | 6:23             |                  |                  |                  |                  |                  |                  |                  |
| 19.              | A Most Probable Next          | 5:20             |                  |                  |                  |                  |                  |                  |                  |
| 20.              | Run As Far As You Can         | 1:59             |                  |                  |                  |                  |                  |                  |                  |
| 21.              | You Are Done                  | 3:28             |                  |                  |                  |                  |                  |                  |                  |
| 22.              | Chasing Grace                 | 2:51             |                  |                  |                  |                  |                  |                  |                  |
| 23.              | I Was Hoping It’d Be You      | 1:42             |                  |                  |                  |                  |                  |                  |                  |
| 24.              | Ponte Dei Conzafelzi          | 2:19             |                  |                  |                  |                  |                  |                  |                  |
| 25.              | To Be a Ghost                 | 2:22             |                  |                  |                  |                  |                  |                  |                  |
| 26.              | What Is Your Objective        | 4:28             |                  |                  |                  |                  |                  |                  |                  |
| 27.              | Murder and The Orient Express | 3:34             |                  |                  |                  |                  |                  |                  |                  |
| 28.              | Mask of Lies                  | 2:37             |                  |                  |                  |                  |                  |                  |                  |
| 29.              | I Missed the Train            | 3:06             |                  |                  |                  |                  |                  |                  |                  |
| 30.              | Key Details                   | 3:36             |                  |                  |                  |                  |                  |                  |                  |
| 31.              | The Moment of Truth           | 2:18             |                  |                  |                  |                  |                  |                  |                  |
| 32.              | Should You Choose to Accept   | 1:59             |                  |                  |                  |                  |                  |                  |                  |
| 33.              | Leap of Faith                 | 1:37             |                  |                  |                  |                  |                  |                  |                  |
| 34.              | Consequences                  | 1:41             |                  |                  |                  |                  |                  |                  |                  |
| 35.              | You Stop the Train            | 3:48             |                  |                  |                  |                  |                  |                  |                  |
| 36.              | Chaos on the Line             | 2:49             |                  |                  |                  |                  |                  |                  |                  |
| 37.              | Countdown                     | 2:54             |                  |                  |                  |                  |                  |                  |                  |
| 38.              | This Was the Plan             | 6:15             |                  |                  |                  |                  |                  |                  |                  |
| 39.              | Curtain Call                  | 1:02             |                  |                  |                  |                  |                  |                  |                  |
| 2:00:00          |                               |                  |                  |                  |                  |                  |                  |                  |                  |

## Accueil

### Accueil critique
Le film reçoit des critiques globalement positives. Sur l’agrégateur de critiques Rotten Tomatoes, il obtient 96% d'avis favorables pour 340 critiques et une note moyenne de 8⁄10. Le consensus suivant résume les critiques compilées par le site : « Avec des enjeux menaçants pour le monde et des décors épiques pour correspondre à ce titre massif, Mission: Impossible - Dead Reckoning Part One prouve qu'il s'agit toujours d'une franchise que vous devriez choisir d'accepter ». Sur Metacritic, qui utilise une moyenne pondérée, le film obtient une note de 81⁄100 pour 63 critiques.
Sur le site agrégateur Allociné, qui recense 34 critiques de presse, le film obtient la note moyenne de 4⁄5.
Pour le site Eklecty-City, « Mission: Impossible - Dead Reckoning Partie 1 est un très bon volet [...] avec des scènes d’action toujours aussi survoltées » malgré un méchant qui « ne brille malheureusement pas en tant qu’antagoniste. »
Pour Antoine Desrues du site Écran Large, « Dead Reckoning n’a pas forcément l’épure de ses prédécesseurs ni la pétaradante gradation de leurs scènes d’action. »

### Box-office
| Pays ou région | Box-office                       | Date d'arrêt du box-office | Nombre de semaines |
| -------------- | -------------------------------- | -------------------------- | ------------------ |
| États-Unis     | 172 640 980 $                    |                            | 11                 |
| France         | 2 617 032 entrées                |                            | 14                 |
| Chine          | 7 745 016 entrées (42 276 604 $) |                            | 11                 |
| Total mondial  | 571 125 435 USD                  |                            | 11,                |

La performance au box-office, considérée comme une relative déception commerciale, est imputée par certains à la perte de dernière minute de la diffusion dans les salles IMAX au profit du film Oppenheimer  de Christopher Nolan et de la surmédiatisation du "Barbenheimer"[réf. nécessaire].

## Distinctions
Source : Internet Movie Database et Allociné

### 2023
| Distinctions 2023 du film Mission impossible : Dead Reckoning | Distinctions 2023 du film Mission impossible : Dead Reckoning                         | Distinctions 2023 du film Mission impossible : Dead Reckoning | Distinctions 2023 du film Mission impossible : Dead Reckoning | Distinctions 2023 du film Mission impossible : Dead Reckoning |
| Évènements                                                    | Catégorie / Récompense                                                                | Nommé(es) / Lauréat(es)                                       | Résultats                                                     |                                                               |
| ------------------------------------------------------------- | ------------------------------------------------------------------------------------- | ------------------------------------------------------------- | ------------------------------------------------------------- | ------------------------------------------------------------- |
| British Film Designers Guild Awards                           | Meilleure direction artistique et décors d'un long métrage international contemporain | Gary Freeman et Raffaella Giovannetti                         | Nomination                                                    |                                                               |
| Chicago Film Critics Association Awards                       | Meilleur montage                                                                      | Eddie Hamilton                                                | Nomination                                                    |                                                               |
| Chicago Film Critics Association Awards                       | Meilleure utilisation des effets visuels                                              | Mission impossible : Dead Reckoning                           | Nomination                                                    |                                                               |
| Hollywood Critics Association Midseason Awards                | Film le plus attendu                                                                  | Mission impossible : Dead Reckoning                           | Nomination                                                    |                                                               |
| Hollywood Professional Association Awards                     | Meilleur montage pour un long métrage                                                 | Eddie Hamilton                                                | Nomination                                                    |                                                               |
| Indiana Film Journalists Association Awards                   | Meilleure cascade ou chorégraphie                                                     | Wade Eastwood et Wolfgang Stegemann                           | Nomination                                                    |                                                               |
| Las Vegas Film Critics Society Awards                         | Sierra Award des meilleures cascades                                                  | Mission impossible : Dead Reckoning                           | Lauréat                                                       |                                                               |
| Las Vegas Film Critics Society Awards                         | Meilleur film d'action                                                                | Mission impossible : Dead Reckoning                           | Nomination                                                    |                                                               |
| Michigan Movie Critics Guild Awards                           | Meilleures cascades                                                                   | Mission impossible : Dead Reckoning                           | Lauréat                                                       |                                                               |
| Online Association of Female Film Critics                     | Meilleures cascades                                                                   | 2e place                                                      | Nomination                                                    |                                                               |
| Philadelphia Film Critics Circle Awards                       | Cheesesteak Award                                                                     | Mission impossible : Dead Reckoning                           | Lauréat                                                       |                                                               |
| San Diego Film Critics Society Awards                         | Meilleure conception sonore                                                           | Mission impossible : Dead Reckoning                           | Nomination                                                    |                                                               |
| San Diego Film Critics Society Awards                         | Meilleurs effets visuels                                                              | Mission impossible : Dead Reckoning                           | Nomination                                                    |                                                               |
| San Diego Film Critics Society Awards                         | Meilleure chorégraphie de cascades                                                    | 2e place                                                      | Nomination                                                    |                                                               |
| St. Louis Film Critics Association Awards                     | Meilleur film d'action                                                                | Mission impossible : Dead Reckoning                           | Lauréat                                                       |                                                               |
| St. Louis Film Critics Association Awards                     | Meilleures cascades                                                                   | Wade Eastwood                                                 | Lauréat                                                       |                                                               |
| St. Louis Film Critics Association Awards                     | Meilleurs effets visuels                                                              | Simone Coco, Neil Corbould, Jeff Sutherland et Alex Wuttke    | Nomination                                                    |                                                               |

### 2024
| Distinctions 2024 du film Mission impossible : Dead Reckoning        | Distinctions 2024 du film Mission impossible : Dead Reckoning                  | Distinctions 2024 du film Mission impossible : Dead Reckoning | Distinctions 2024 du film Mission impossible : Dead Reckoning | Distinctions 2024 du film Mission impossible : Dead Reckoning |
| Évènements                                                           | Catégorie / Récompense                                                         | Nommé(es) / Lauréat(es) | Résultats                                                     |                                                               |
| -------------------------------------------------------------------- | ------------------------------------------------------------------------------ | --- | ------------------------------------------------------------- | ------------------------------------------------------------- |
| Academy of Science Fiction, Fantasy and Horror Films - Saturn Awards | Saturn Award du meilleur film d'action ou d'aventure                           | Mission : Impossible - Dead Reckoning | Lauréat                                                       |                                                               |
| Academy of Science Fiction, Fantasy and Horror Films - Saturn Awards | Meilleur scénario                                                              | Erik Jendresen et Christopher McQuarrie | Nomination                                                    |                                                               |
| Academy of Science Fiction, Fantasy and Horror Films - Saturn Awards | Meilleur montage                                                               | Eddie Hamilton | Nomination                                                    |                                                               |
| Academy of Science Fiction, Fantasy and Horror Films - Saturn Awards | Meilleurs effets visuels/spéciaux                                              | Simone Coco, Neil Corbould, Jeff Sutherland, Alex Wuttke | Nomination                                                    |                                                               |
| Advanced Imaging Society Lumiere Awards                              | Meilleure scène ou séquence,                                                   | Mission : Impossible - Dead Reckoning | Lauréat                                                       |                                                               |
| Alliance of Women Film Journalists                                   | Plus flagrante différence d'âge entre les amants                               | Tom Cruise et Hayley Atwell | Nomination                                                    |                                                               |
| Art Directors Guild                                                  | Meilleurs décors dans un film contemporain                                     | David Allday, Mark Lambert Bristol, Anthony Caron-Delion, Raffaella Giovannetti, Georgia Grant, Matt Hill, Gemma Kingsley, Albert McCausland, Theofano Pitsillidou, Steven Ritchie, Noela Salvatierra, Emma Savill, Gary FreemanPhil Sims, Julia Tonetti, Dan Walker, Randolph Watson et David Weare | Nomination                                                    |                                                               |
| Association of Motion Picture Sound                                  | Meilleur son pour un long métrage                                              | Chris Burdon, Simon Chase, Tom Harrison, James Mather, Chris Munro et Mark Taylor | Nomination                                                    |                                                               |
| Astra Film Awards,                                                   | Meilleur film d'action                                                         | Mission : Impossible - Dead Reckoning | Nomination                                                    |                                                               |
| Astra Creative Arts Awards,                                          | Meilleures cascades                                                            | Mission : Impossible - Dead Reckoning | Nomination                                                    |                                                               |
| Astra Creative Arts Awards,                                          | Meilleurs effets visuels                                                       | Mission : Impossible - Dead Reckoning | Nomination                                                    |                                                               |
| Austin Film Critics Association Awards                               | Meilleur coordinateur de cascades                                              | Wade Eastwood | Nomination                                                    |                                                               |
| Awards of the Japanese Academy                                       | Meilleur film étranger                                                         | Mission : Impossible - Dead Reckoning | Lauréat                                                       |                                                               |
| BAFTA Awards                                                         | Meilleur son                                                                   | Chris Burdon, James Mather, Chris Munro et Mark Taylor | Nomination                                                    |                                                               |
| BAFTA Awards                                                         | Meilleurs effets visuels                                                       | Simone Coco, Neil Corbould, Jeff Sutherland et Alex Wuttke | Nomination                                                    |                                                               |
| British Film Designers Guild Awards                                  | Meilleure direction artistique et décors d'un long métrage majeur contemporain | Gary Freeman, Raffaella Giovannetti et Phil Sims | Lauréat                                                       |                                                               |
| Chicago Indie Critics Awards                                         | Meilleures cascades                                                            | Wade Eastwood et Rudolf Vrba | Nomination                                                    |                                                               |
| Critics Association of Central Florida Awards                        | Meilleure coordination de cascades                                             | Wade Eastwood | Lauréat                                                       |                                                               |
| Critics' Choice Movie Awards                                         | Meilleurs effets visuels                                                       | Mission : Impossible - Dead Reckoning | Nomination                                                    |                                                               |
| Critics' Choice Super Awards                                         | Meilleur acteur dans un film d'action                                          | Tom Cruise | Lauréat                                                       |                                                               |
| Critics' Choice Super Awards                                         | Meilleure actrice dans un film d'action                                        | Rebecca Ferguson | Lauréat                                                       |                                                               |
| Critics' Choice Super Awards                                         | Meilleur film d'action                                                         | Mission : Impossible - Dead Reckoning | Nomination                                                    |                                                               |
| Critics' Choice Super Awards                                         | Meilleure actrice dans un film d'action                                        | Hayley Atwell | Nomination                                                    |                                                               |
| Critics' Choice Super Awards                                         | Meilleure actrice dans un film d'action                                        | Pom Klementieff | Nomination                                                    |                                                               |
| DiscussingFilm Critic Awards                                         | Meilleure équipe de cascadeurs                                                 | Mission : Impossible - Dead Reckoning | Nomination                                                    |                                                               |
| Golden Globes                                                        | Meilleure performance au box-office                                            | Mission : Impossible - Dead Reckoning | Nomination                                                    |                                                               |
| Golden Schmoes Awards                                                | Golden Schmoes de la meilleure scène d'action de l'année                       | Mission : Impossible - Dead Reckoning | Lauréat                                                       |                                                               |
| Golden Schmoes Awards                                                | Célébrité préférée de l'année                                                  | Tom Cruise | Nomination                                                    |                                                               |
| Golden Schmoes Awards                                                | Personnage le plus cool de l'année                                             | Ethan Hunt | Nomination                                                    |                                                               |
| Golden Schmoes Awards                                                | Meilleure bande-annonce de l'année                                             | Mission : Impossible - Dead Reckoning | Nomination                                                    |                                                               |
| Golden Schmoes Awards                                                | Meilleurs effets spéciaux de l'année                                           | Mission : Impossible - Dead Reckoning | Nomination                                                    |                                                               |
| Hawaii Film Critics Society                                          | Meilleurs effets visuels                                                       | Simone Coco, Neil Corbould, Jeff Sutherland et Alex Wuttke | Nomination                                                    |                                                               |
| Hawaii Film Critics Society                                          | Meilleur travail de cascade                                                    | Mission : Impossible - Dead Reckoning | Nomination                                                    |                                                               |
| Houston Film Critics Society Awards                                  | Meilleurs effets visuels                                                       | Simone Coco, Neil Corbould, Jeff Sutherland et Alex Wuttke | Nomination                                                    |                                                               |
| Houston Film Critics Society Awards                                  | Meilleures cascades                                                            | Mission : Impossible - Dead Reckoning | Nomination                                                    |                                                               |
| International Film Music Critics Association                         | Meilleure musique originale pour un film d'action / aventure                   | Lorne Balfe | Nomination                                                    |                                                               |
| Latino Entertainment Journalists Association Film Awards             | Meilleures cascades                                                            | Mission : Impossible - Dead Reckoning | Nomination                                                    |                                                               |
| Latino Entertainment Journalists Association Film Awards             | Meilleurs effets visuels                                                       | Simone Coco, Neil Corbould, Jeff Sutherland et Alex Wuttke | Nomination                                                    |                                                               |
| Minnesota Film Critics Alliance Awards                               | Meilleurs effets spéciaux                                                      | Simone Coco, Neil Corbould, Jeff Sutherland et Alex Wuttke | Nomination                                                    |                                                               |
| Music City Film Critics' Association Awards                          | Meilleur film d'action                                                         | Mission : Impossible - Dead Reckoning | Lauréat                                                       |                                                               |
| Music City Film Critics' Association Awards                          | Meilleur travail de cascade                                                    | Mission : Impossible - Dead Reckoning | Nomination                                                    |                                                               |
| North Carolina Film Critics Association                              | Meilleurs effets spéciaux                                                      | Mission : Impossible - Dead Reckoning | Nomination                                                    |                                                               |
| North Carolina Film Critics Association                              | Meilleure coordination de cascades                                             | Mission : Impossible - Dead Reckoning | Nomination                                                    |                                                               |
| Online Film and Television Association                               | Meilleure séquence de titres                                                   | Générique de début | Nomination                                                    |                                                               |
| Online Film and Television Association                               | Meilleur son                                                                   | Chris Burdon, James Mather, Chris Munro et Mark Taylor | Nomination                                                    |                                                               |
| Online Film and Television Association                               | Meilleurs effets sonores                                                       | Mission : Impossible - Dead Reckoning | Nomination                                                    |                                                               |
| Online Film and Television Association                               | Meilleurs effets sonores                                                       | Meilleure coordination de cascades | Nomination                                                    |                                                               |
| Online Film Critics Society Awards                                   | Meilleure coordination de cascades                                             | Mission : Impossible - Dead Reckoning | Lauréat                                                       |                                                               |
| Online Film Critics Society Awards                                   | Meilleurs effets visuels                                                       | Simone Coco, Neil Corbould, Jeff Sutherland et Alex Wuttke | Nomination                                                    |                                                               |
| Oscars                                                               | Meilleur son                                                                   | Chris Burdon, James Mather, Chris Munro et Mark Taylor | Nomination                                                    |                                                               |
| Oscars                                                               | Meilleurs effets visuels                                                       | Simone Coco, Neil Corbould, Jeff Sutherland et Alex Wuttke | Nomination                                                    |                                                               |
| People's Choice Awards                                               | Le film d'action de l'année                                                    | Mission : Impossible - Dead Reckoning | Nomination                                                    |                                                               |
| People's Choice Awards                                               | La star de cinéma masculine de l'année                                         | Tom Cruise | Nomination                                                    |                                                               |
| People's Choice Awards                                               | La star du cinéma d’action de l'année                                          | Tom Cruise | Nomination                                                    |                                                               |
| Portland Critics Association Awards                                  | Meilleur film                                                                  | 10e place | Nomination                                                    |                                                               |
| Portland Critics Association Awards                                  | Meilleur son                                                                   | 2e place | Nomination                                                    |                                                               |
| Portland Critics Association Awards                                  | Meilleures cascades ou chorégraphie d'action                                   | 2e place | Nomination                                                    |                                                               |
| Portland Critics Association Awards                                  | Meilleurs effets visuels                                                       | Simone Coco, Neil Corbould, Jeff Sutherland et Alex Wuttke - 2e place | Nomination                                                    |                                                               |
| Satellite Awards                                                     | Satellite Award des meilleurs effets visuels                                   | Simone Coco, Neil Corbould, Jeff Sutherland et Alex Wuttke | Lauréat                                                       |                                                               |
| Satellite Awards                                                     | Meilleure photographie                                                         | Fraser Taggart | Nomination                                                    |                                                               |
| Screen Actors Guild Awards                                           | Meilleure action pour une équipe de cascadeurs                                 | Mission : Impossible - Dead Reckoning | Lauréat                                                       |                                                               |
| Seattle Film Critics Society                                         | Meilleure chorégraphie d'action                                                | Wade Eastwood et Rudolf Vrba | Nomination                                                    |                                                               |
| Set Decorators Society of America                                    | Meilleure décors et direction artistique d’un long métrage contemporain        | Gary Freeman et Raffaella Giovannetti | Nomination                                                    |                                                               |
| Visual Effects Society Awards                                        | Meilleurs effets spéciaux dans un projet photoréaliste                         | Neil Corbould, Keith Dawson, Raymond Ferguson et Chris Motjuoadi | Nomination                                                    |                                                               |

## Éditions en vidéo
- En France, le film Mission : Impossible - Dead Reckoning est sorti en VOD le 8 novembre 2023[8].

Par la suite, le film sort en DVD, en Blu-ray + Blu-ray bonus le 22 novembre 2023.
À la suite des évolutions techniques afin d'améliorer la qualité d'image et de sons, le film sort également dans une édition 4K Ultra HD + Blu-ray + Blu-ray Bonus, ainsi que dans une édition limitée Boîtier SteelBook 4K Ultra HD + Blu-ray + Blu-ray bonus le 22 novembre 2023.
- Au Québec, le film est sorti en VSD le 13 octobre 2023, puis DVD, Blu-ray et 4K Ultra HD le 31 octobre 2023, de plus le film sort sur la plateforme Paramount+ le 25 janvier 2024[1].

## Suite et nouveau titre
Une suite directe et en partie tournée en simultanée devait sortir dans la foulée. Sa sortie est repoussée en raison de la grève SAG-AFTRA 2023,. Il avait été initialement annoncé que ces deux films marqueraient les adieux à Ethan Hunt.
En juin 2023, le cinéaste Christopher McQuarrie révèle cependant que la Partie 1 et sa suite ne marqueront pas la fin de la saga et qu'ils développent plusieurs idées pour la suite de la franchise. En juillet 2023, durant la promotion du 7e volet, Tom Cruise exprime son envie de continuer à incarner le personnage. En octobre 2023, il est révélé que le 8e ne s'intitulera finalement plus Dead Reckoning Part Two.
De plus, en janvier 2024, il est précisé que la mention « partie 1 » du titre du 7e film est retirée. Le film est donc rebaptisé officiellement, quelques mois après sa sortie, Mission: Impossible - Dead Reckoning,. En novembre 2024, il est révélé que le 8e se nommera Mission: Impossible - The Final Reckoning.